# 乐善村站
乐善村站是位于中华人民共和国云南省昆明市宜良县匡远街道乐善村的一个铁路车站，建于1997年，目前为五等站，隶属中国铁路昆明局集团管辖，西距昆明站71公里，东距威舍站237公里，南宁站757公里。该站仅办理昆明站与红果站间普慢列车的旅客乘降；不办理行李、包裹托运；不办理货运营业。

## 历史
建于1997年。